# Aeroporto Internacional de Asmara
O Aeroporto Internacional de Asmara (em inglês: Asmara International Airport) (IATA: ASM, ICAO: HHAS) é um aeroporto internacional que serve a cidade de Asmara, capital da Eritreia, sendo o maior do país.
O aeroporto foi criado como base militar por autoridades coloniais italianas em 1922, sendo destruído pelos britânicos durante a Segunda Guerra Mundial